# Barwy pansłowiańskie

Flaga pansłowiańska

Barwy pansłowiańskie – kolorami panslawizmu są czerwień, błękit i biel. Barwy te widnieją na flagach większości krajów słowiańskich oraz tych krajów, w których narody słowiańskie lub słowiańskojęzyczne stanowią większość. Mają one symbolizować postulowaną przez panslawizm koncepcję wspólnego rodowodu Słowian. Barwy te zostały przyjęte podczas I zjazdu wszechsłowiańskiego w Pradze w 1848.

## Flagi z barwami pansłowiańskimi

### Powstałe z barw pansłowiańskich
Flagi należące do państw istniejących i nieistniejących oraz do grup etnicznych i prowincji utworzone z barw pansłowiańskich:
- Chorwacja,
- Królestwo Jugosławii (1929–1941, 1945),
- Rosja,
- Serbia,
- Serbołużyczanie (Niemcy),
- Morawianie (Czechy),
- Słowacja,
- Słowenia,
- Protektorat Czech i Moraw (1939–1945),
- Karpatorusini (Polska, Ukraina, Słowacja, Serbia),
- Herceg-Bośnia (1991–1994),
- Republika Serbska (Bośnia i Hercegowina),
- Serbska Krajina (1991–1995),
- Królestwo SHS (1918–1929),
- Jugosławia (1945-1992),
- Królestwo Czarnogóry (1910–1918),
- Niepodległe Państwo Chorwackie (1941–1945),
- Serbia Nedicia (1941–1944),
- Niezależne Państwo Czarnogórskie (1941–1944),
- Wojwodina (Serbia),
- Cesarstwo Rosyjskie (1721–1917),
- Pierwsza Republika Słowacka (1939–1945),
- Państwo SHS (1918),
- Rząd Narodowy (sztandar powstańców styczniowych)
- Chorągiew Samarska (symbol walki o wyzwolenie Bułgarii),
- Państwo Rosyjskie (1918–1920).

Obecna Flaga Czech zawiera wszystkie barwy pansłowiańskie, jednak jej geneza jest zasadniczo inna. Są to historyczne barwy Czech – biała i czerwona, które dopiero w 1920 roku, we fladze Czechosłowacji, zostały uzupełnione o niebieską pochodzącą z barw Słowacji. Geneza pansłowiańska jest więc w tym przypadku pośrednia, jakkolwiek poparcie dla ruchu pansłowiańskiego w Czechach mogło być dodatkowym czynnikiem w wyborze barw państwowych. Obecna flaga Czech w zasadzie straciła ten pośredni rodowód, gdyż kolor niebieski stanowi w niej nawiązanie do barw Moraw, które nie mają pansłowiańskiej genezy.

### Inne flagi
- Polska:
  - pochodzenie: Zjednoczone Królestwo Polskie oraz  Księstwo Warszawskie.
- Białoruś:
  - pochodzenie:  Białoruska SRR;
  -  flaga historyczna Białorusi postulowana przez ruch demokratyczny:
- Ukraina:
  - pochodzenie:  Księstwo Halicko-Wołyńskie.
- Czarnogóra:
  - pochodzenie:  Księstwo Czarnogóry.
- Macedonia Północna:
  - pochodzenie:  Republika Kruszewska.

Flaga Polski i tradycyjna flaga Białorusi zawierają wprawdzie dwie z barw pansłowiańskich (białą i czerwoną), jednak są dużo starsze niż ruch panslawistyczny, pochodzą bowiem jeszcze ze średniowiecza i nawiązują do historycznych herbów Polski i Wielkiego Księstwa Litewskiego. Barwy pansłowiańskie posiadał sztandar oddziałów Rządu Narodowego w okresie Powstania Styczniowego. Miał symbolizować on jedność Polski, Litwy i Rusi w walce o wolność.
Flaga Białorusi obowiązująca od 1995 wywodzi się z Flagi Białoruskiej SRR. Flaga Ukrainy zawiera z kolei kolor błękitny, jednak również on nie ma związku z ruchem pansłowiańskim – barwy Ukrainy także wywodzą się ze średniowiecza i nawiązują do herbu Księstwa Halicko-Wołyńskiego, a bywają też interpretowane jako błękitne niebo nad polami zboża. Ponadto odcień niebieskiego na fladze Ukrainy jest wyraźnie jaśniejszy od tego znajdującego się na flagach wywodzących się z barw pansłowiańskich.
Flaga Czarnogóry była niegdyś wzorowana na fladze wszechsłowiańskiej (w układzie podobnym do flagi Serbii z tym wyjątkiem, że błękit miał jaśniejszy odcień), zmieniono ją jednak w 2004 roku. Czerwień w obecnej fladze Czarnogóry nie ma związku z ruchem pansłowiańskim (pochodzi ze sztandaru wojennego z okresu Księstwa Czarnogóry), podobnie jak we fladze Macedonii Północnej, której barwy pochodzą z czasów Republiki Kruszewskiej.
Kolory czerwień, błękit i biel, które symbolizują wolność i rewolucyjne ideały, widnieją także na flagach wielu innych państw, np. Holandii, Luksemburga, Francji czy Wielkiej Brytanii. Można znaleźć także te barwy na niektórych flagach jednostek administracyjnych w Federacji Rosyjskiej niemających słowiańskich korzeni. Tym samym mają one być demonstracją związku z Rosją i oddania jej.